# Amaxia perapyga
Amaxia perapyga là một loài bướm đêm thuộc phân họ Arctiinae, họ Erebidae.